# بورغارنيس
بورغارنيس (بالإنجليزية: Borgarnes)‏ هي مدينة، تتبع Mýrasýsla ‏، بلغ عدد سكانها 1824 نسمة، في 1 يناير 2014.

## المناخ
يظهر الجدول التالي التغييرات المناخية على مدار السنة لبورغارنيس:
| البيانات المناخية لـبورغارنيس     | البيانات المناخية لـبورغارنيس | البيانات المناخية لـبورغارنيس | البيانات المناخية لـبورغارنيس | البيانات المناخية لـبورغارنيس | البيانات المناخية لـبورغارنيس | البيانات المناخية لـبورغارنيس | البيانات المناخية لـبورغارنيس | البيانات المناخية لـبورغارنيس | البيانات المناخية لـبورغارنيس | البيانات المناخية لـبورغارنيس | البيانات المناخية لـبورغارنيس | البيانات المناخية لـبورغارنيس | البيانات المناخية لـبورغارنيس |
| الشهر                             | يناير                         | فبراير                        | مارس                          | أبريل                         | مايو                          | يونيو                         | يوليو                         | أغسطس                         | سبتمبر                        | أكتوبر                        | نوفمبر                        | ديسمبر                        | المعدل السنوي                 |
| --------------------------------- | ----------------------------- | ----------------------------- | ----------------------------- | ----------------------------- | ----------------------------- | ----------------------------- | ----------------------------- | ----------------------------- | ----------------------------- | ----------------------------- | ----------------------------- | ----------------------------- | ----------------------------- |
| الدرجة القصوى °م (°ف)             | 11.5 (52.7)                   | 10.8 (51.4)                   | 15.8 (60.4)                   | 15.9 (60.6)                   | 20.8 (69.4)                   | 19.5 (67.1)                   | 26.1 (79.0)                   | 22.0 (71.6)                   | 18.6 (65.5)                   | 15.0 (59.0)                   | 13.4 (56.1)                   | 11.8 (53.2)                   | 26.1 (79.0)                   |
| متوسط درجة الحرارة الكبرى °م (°ف) | 1.1 (34.0)                    | 2.1 (35.8)                    | 2.4 (36.3)                    | 5.1 (41.2)                    | 9.2 (48.6)                    | 12.1 (53.8)                   | 13.6 (56.5)                   | 13.1 (55.6)                   | 9.7 (49.5)                    | 6.0 (42.8)                    | 2.8 (37.0)                    | 1.5 (34.7)                    | 6.6 (43.8)                    |
| المتوسط اليومي °م (°ف)            | −2.3 (27.9)                   | −1.1 (30.0)                   | −0.8 (30.6)                   | 1.9 (35.4)                    | 5.6 (42.1)                    | 8.6 (47.5)                    | 10.3 (50.5)                   | 9.7 (49.5)                    | 6.4 (43.5)                    | 3.0 (37.4)                    | −0.2 (31.6)                   | −1.9 (28.6)                   | 3.3 (37.9)                    |
| متوسط درجة الحرارة الصغرى °م (°ف) | −6.1 (21.0)                   | −4.4 (24.1)                   | −4.0 (24.8)                   | −1.3 (29.7)                   | 2.0 (35.6)                    | 5.3 (41.5)                    | 7.1 (44.8)                    | 6.4 (43.5)                    | 3.1 (37.6)                    | −0.1 (31.8)                   | −3.5 (25.7)                   | −5.5 (22.1)                   | −0.1 (31.9)                   |
| أدنى درجة حرارة °م (°ف)           | −24.2 (−11.6)                 | −22.0 (−7.6)                  | −20.8 (−5.4)                  | −23.1 (−9.6)                  | −10.1 (13.8)                  | −3.7 (25.3)                   | 0.0 (32.0)                    | −4.7 (23.5)                   | −7.3 (18.9)                   | −15.6 (3.9)                   | −18.2 (−0.8)                  | −22.0 (−7.6)                  | −24.2 (−11.6)                 |
| الهطول مم (إنش)                   | 90.9 (3.58)                   | 98.8 (3.89)                   | 85.6 (3.37)                   | 67.4 (2.65)                   | 48.6 (1.91)                   | 53.1 (2.09)                   | 51.0 (2.01)                   | 73.5 (2.89)                   | 69.1 (2.72)                   | 100.9 (3.97)                  | 97.2 (3.83)                   | 100.0 (3.94)                  | 936.1 (36.85)                 |
| المصدر: Icelandic Met Office      |                               |                               |                               |                               |                               |                               |                               |                               |                               |                               |                               |                               |                               |

## مدن توأم
المدن التوأم:
- Dragsholm Municipality [الإنجليزية]‏
- فالكنبرغ
- Leirvík [الإنجليزية]‏
- أولنساكر.

## أعلام
- ماغنوس سكيفينغ